# Ufficio dell'Alto rappresentante delle Nazioni Unite per i paesi meno sviluppati, i paesi in via di sviluppo senza sbocco sul mare e i piccoli stati insulari in via di sviluppo

Bandiera delle Nazioni Unite

L'Ufficio dell'Alto rappresentante delle Nazioni Unite per i paesi meno sviluppati, i paesi in via di sviluppo senza sbocco sul mare e i piccoli stati insulari in via di sviluppo (United Nations Office of the High Representative for the Least Developed Countries, Landlocked Developing Countries and Small Island Developing States UN-OHRLLS) è un ufficio del Segretariato delle Nazioni Unite che si occupa dei Paesi meno sviluppati, dei Paesi in via di sviluppo senza sbocco sul mare e dei Piccoli stati insulari in via di sviluppo.

## Istituzione
Paesi meno sviluppati
     Declassati dall'elenco

Paesi meno sviluppati
Declassati dall'elenco

Paesi in via di sviluppo senza sbocco sul mare

Piccoli stati insulari in via di sviluppo

L'istituzione dell'Ufficio dell'Alto rappresentante fa seguito alla 3ª Conferenza delle Nazioni Unite sui paesi meno sviluppati (LDC-III), tenutasi a Bruxelles dal 14 al 20 maggio 2001.
La Conferenza ha adottato la Dichiarazione di Bruxelles e il Programma d'azione per i paesi meno sviluppati per il decennio 2001–2010, entrambi approvati dall'Assemblea generale delle Nazioni Unite con la risoluzione 55/279 del 12 luglio 2001.
Seguendo le raccomandazioni del Segretario generale delle Nazioni Unite nel suo rapporto A/56/645 presentato il 23 novembre 2001, l'Assemblea Generale ha istituito l'Ufficio dell'Alto Rappresentante con la risoluzione 56/227 del 24 dicembre 2001, che invita gli Stati membri, il sistema delle Nazioni Unite e ogni altra organizzazione multilaterale coinvolta, a dargli il loro sostegno e la loro collaborazione.

## Mandato
Oltre alla Dichiarazione di Bruxelles e al Programma d'azione, il mandato deriva da diversi documenti delle Nazioni Unite, tra i quali la Dichiarazione del millennio (paragrafi 15, 17 e 18) adottata il 18 settembre 2000.
L'Ufficio dell'Alto rappresentante ha diversi compiti: 
- per il Programma d'azione per i paesi meno sviluppati, aiuta a garantire l'attuazione del programma e supporta il Consiglio economico e sociale delle Nazioni Unite nella valutazione dei progressi;
- sostiene l'attuazione della Dichiarazione di Alma Ata e del Programma d'azione per la cooperazione nel trasporto di transito tra paesi senza sbocco sul mare e paesi in via di sviluppo;
- sostiene il Programma d'azione delle Nazioni Unite per lo sviluppo sostenibile dei piccoli stati insulari in via di sviluppo;
- svolge attività di sostegno e cerca supporto internazionale per i paesi assistiti con le Nazioni Unite e la società in generale e sostiene la consultazione per i paesi assistiti;
- supporta i piccoli stati insulari in via di sviluppo nei processi intergovernativi, sostiene la considerazione e mobilitazione delle loro risorse e coordina il sostegno fornito dalle Nazioni Unite e dalla comunità internazionale per lo sviluppo sostenibile dei piccoli stati insulari.

Il documento dell'Assemblea generale ONU SAMOA Pathway (Modalità di accesso accelerato dei piccoli stati insulari in via di sviluppo) è centrale per lo sviluppo sostenibile dei piccoli stati insulari e per il lavoro dell'Ufficio dell'Alto rappresentante.

## Alti rappresentanti
| Nominativo               | Paese      | Periodo        |
| ------------------------ | ---------- | -------------- |
| Anwarul Chowdhury        | Bangladesh | 2002-2007      |
| Cheick Sidi Diarra       | Mali       | 2007-2012      |
| Gyan Chandra Acharya     | Nepal      | 2012-2017      |
| Fekitamoeloa ‘Utoikamanu | Tonga      | 2017-2021      |
| Earle Courtenay Rattray  | Giamaica   | 2021-2022      |
| Rabab Fatima             | Bangladesh | 2022-in carica |